# 광양고등학교 (서울)
광양고등학교(廣陽高等學校)는 대한민국 서울특별시 광진구 자양동에 있는 공립 고등학교이다.

## 학교 연혁
- 1987년 12월 15일 : 광양고등학교 설립 인가
- 1988년 3월 1일 : 윤성로 초대 교장 취임
- 1988년 3월 2일 : 제1회 입학식
- 1988년 4월 20일 : 개교식
- 1991년 2월 8일 : 제1회 졸업식
- 2002년 3월 2일 : 정보화 종합센터 준공
- 2012년 ~ 2017년 : 자율형 공립고 운영(교육과학기술부)
- 2021년 2월 4일 : 제31회 졸업(159명) 총 졸업생수(14,690명)
- 2021년 3월 2일 : 제34회 입학식(총 152명 남 72명, 여 80명)
- 2022년 9월 1일 : 제10대 조동석 교장 취임
- 2023년 2월 8일 : 제31회 졸업식

## 참고 자료
- 광양고등학교 - 한국교육학술정보원 학교알리미